# Čatež ob Savi
Čatež ob Savi je gručasta vas v Občini Brežice, ki stoji na desnem bregu Save. Obsega staro gručasto naselje na Gričku med cesto, širi pa se predvsem pod njo in postaja primestno naselje Brežic. Prebivalstvo se zaposluje predvsem v Brežicah in v bližnjih 2,5 km oddaljenih turistično zelo pomembnih Čateških toplicah - Termah Čatež. Na Čatežu ob Savi imajo tudi župnijo.
Ime Čatež izvira iz bajeslovnega bitja Čatež, ki je pol človek, pol kozel. Na Čatežu je nekoč stal dvor Čatež (Hof Tschatesch), v katerem je bil sedež nekdanje Kranjske občine Čatež.

## Prebivalstvo
Etnična sestava 1991:
- Slovenci: 307 (93,3 %)
- Hrvati: 13 (4 %)
- Srbi: 2
- Jugoslovani: 2
- Črnogorci: 1
- Neznano: 4 (1,2 %)